# John Russell, 1:e earl av Bedford

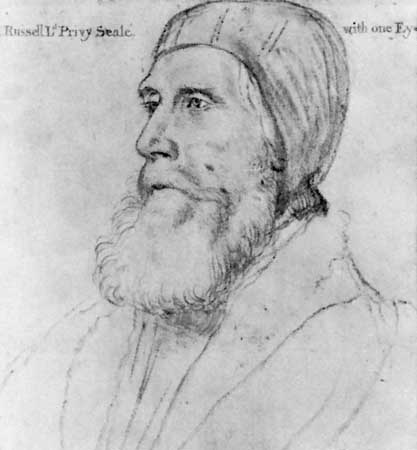
John Russell, 1:e earl av Bedford

John Russell, 1:e earl av Bedford, född omkring 1486, död 1555, var en engelsk hovman och diplomat. Han var far till Francis Russell, 2:e earl av Bedford. 
Russell fick vid unga år anställning vid Henrik VII:s hov, omfattades med stor ynnest av Henrik VIII och användes av honom ofta för diplomatiska uppdrag, bland annat i Italien 1523–1525 och 1527. 
Han upphöjdes 1539 till peer som lord Russell av Chenies, blev 1540 storamiral och 1542 geheimesigillbevarare. Efter Henrik VIII:s död lyckades han bevara sitt inflytande såväl under den protestantiske Edvard VI som vid den katolska motreaktionen under Maria Tudor. Han upphöjdes 1550 till earl av Bedford. 
Genom gifte hade Russell förvärvat godset Chenies i Buckinghamshire, av Henrik VIII erhöll han stora donationer av konfiskerad jordegendom, bland annat från klostren Tavistock och Woburn, och i London fick han vid protektorn Somersets fall dennes egendom Covent Garden. Från denna tid härstammar alltså släktens säte Woburn Abbey.